# Statue Dump Trump
La Dump Trump est une statue de près de 5 mètres de haut de l'ancien président américain Donald Trump assis sur des toilettes dorées. La sculpture est temporairement installée à Trafalgar Square, dans le centre de Londres, avant sa visite au Royaume-Uni en 2019. Elle est ensuite exposée lors de l'événement Salute to America organisé par Trump à Washington, le 4 juillet 2019.

## Description de la statue

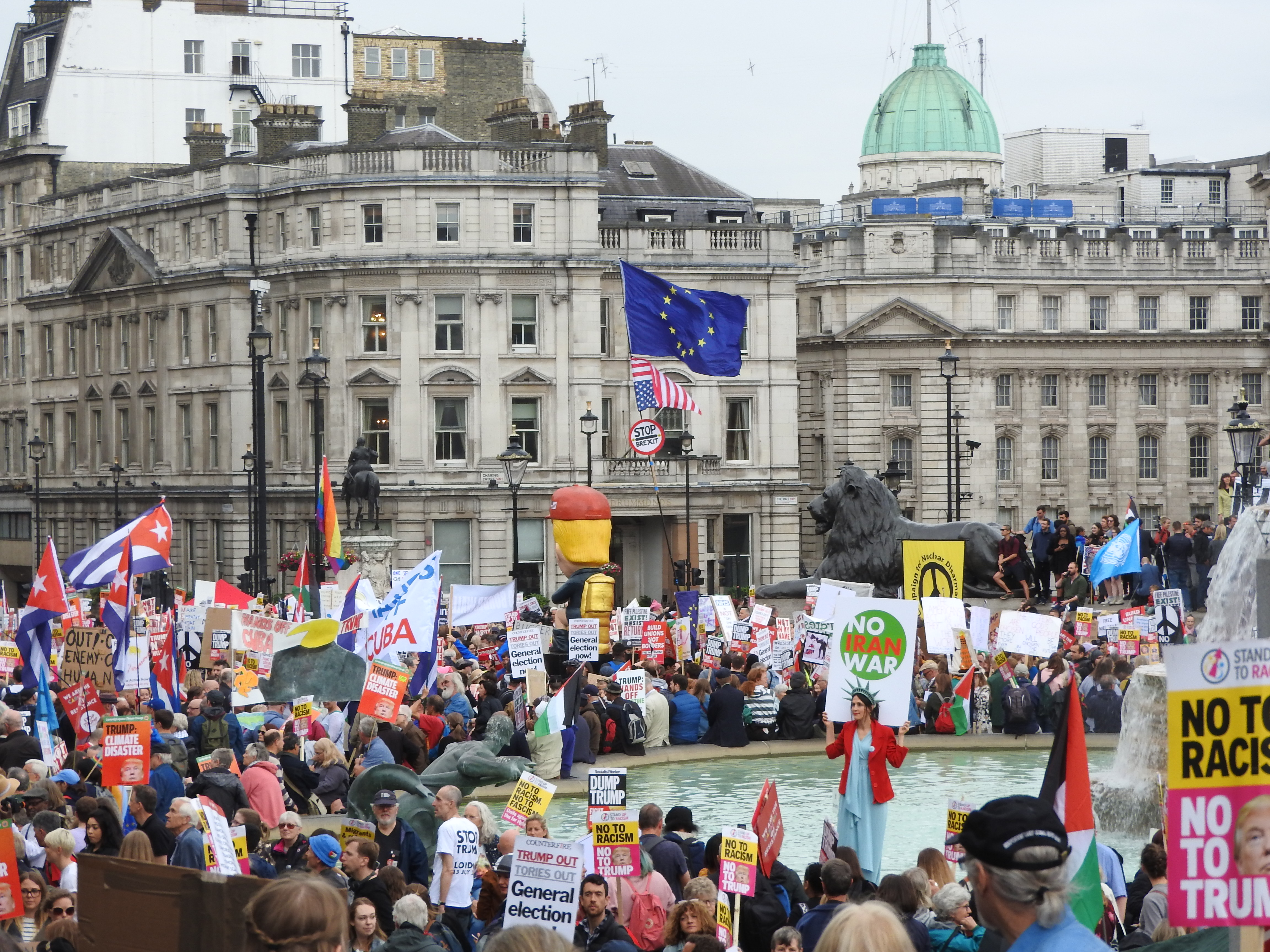
Manifestation anti-Trump à Trafalgar Square à Londres. La statue peut être vue au centre

En plus de représenter Donald Trump tweetant depuis un smartphone sur des toilettes dorées tout en portant un chapeau MAGA avec « IMPEACH ME! » (en français « DESTITUE-MOI ! ») griffonné dessus, la statue de 4,9 mètres fait des bruits de flatulence et dit les phrases « Je suis un génie très stable », « pas de collusion », « chasse aux sorcières » et « vous êtes de fausses nouvelles », des termes régulièrement employés par Trump lui-même. La statue a été conçue par l'expert en dinosaures et auteur Don Lessem et a coûté environ 25 000 dollars,. « Je m'intéresse aux choses qui sont grandes, pas très intelligentes et qui ont perdu leur place dans l'histoire », a commenté l'artiste.

## Historique
La statue est temporairement installée à Trafalgar Square, dans le centre de Londres, avant sa visite au Royaume-Uni en 2019. Elle est ensuite affichée lors de l'événement Salute to America organisé par Trump à Washington, le 4 juillet 2019.